# Baba (Lišovský práh)

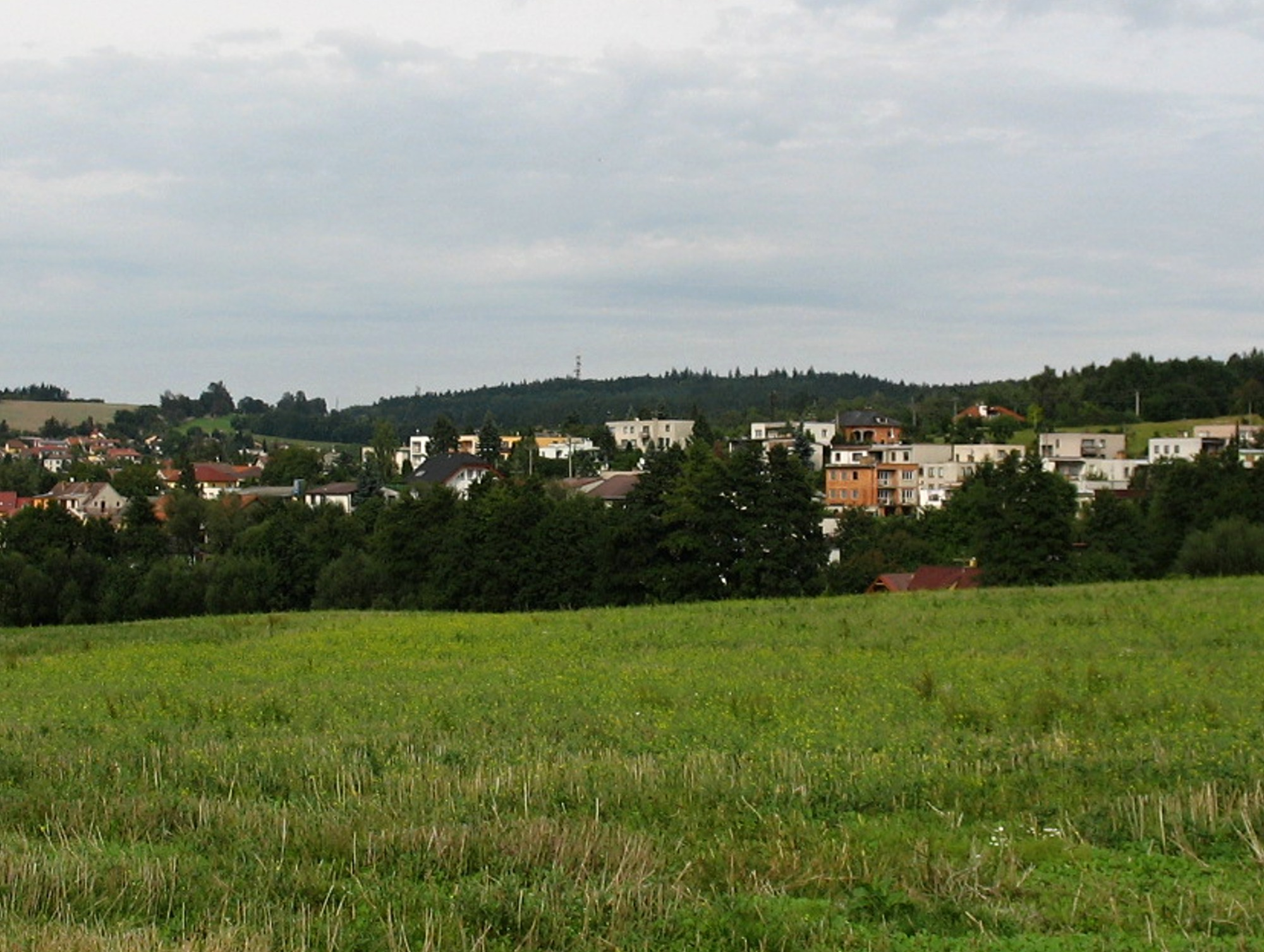
Pohled na Babu a město Rudolfov

Baba (583 m n. m.) je nejvyšší vrch Lišovského prahu a celých Jihočeských pánví. Nachází se 7 km severovýchodně od centra Českých Budějovic, nejbližší obcí je 1 km vzdálené Jivno. Nadmořská výška vrcholu bývá uváděna i 579 m.

## Geomorfologie a geologie
Baba má podobu výrazného plochého hřbetu, který je budován moldanubickými granulity. Je součástí lišovského granulitového masivu, protáhlého tělesa jjz.-ssv. směru o ploše kolem 40 km² mezi Rudolfovem, Velechvínem, Lišovem a Zvíkovem. V okolí vrcholu jsou patrné četné stopy po dřívější těžbě kamene a hlíny pro potřeby jivenských cihelen. Geomorfologicky Baba náleží do subprovincie Českomoravské, oblasti Jihočeské pánve, celku Třeboňská pánev, podcelku Lišovský práh.

## Vodstvo
Baba náleží do povodí Vltavy. Na východním svahu 0,5 km od vrcholu pramení v nadmořské výšce 545 m Rudolfovský potok.
V blízkém okolí se nacházejí tři rybníky: Hůrský, Malý jivenský a Velký panský.
V minulosti po jihozápadním úbočí vrchu Baba vedla stoka, která byla součástí systému tzv. společné stoky sloužící ke sběru pramenů, povrchové vody, dešťových splachů a tajícího sněhu a k jejich odvádění do Mrhalu. Systém byl vybudován v letech 1770-1774 na státní náklady kvůli navýšení kapacity vodní energie potřebné při těžbě v šachtě Třešeň u Adamova. Po roce 1783 byl systém přesměrován k novému ložisku zlatorudných křemenů na dole Barbora v dnešní Dobré Vodě. Vodu z Baby tak bylo možno vést až pod Starou Pohůrku.

## Vegetace
Vrcholové partie Baby o rozloze cca 1 km² zabírá jehličnatý les (smrk, borovice, jedle) s příměsí dubu. Les na Babě historicky patřil k lesům hlubockého panství Schwarzenbergů. Od 2. poloviny 17. století byl hospodářsky kultivován. Nyní náleží do správy Lesů ČR.

## Přístup
Na Babu nevede žádná turistická stezka, je však snadno dostupná z blízkých obcí Jivno, Hůry či města Rudolfov, neboť les ve vrcholových partiích je protkán pěšinami. Kolem vrcholu vede silnice II/634 z Českých Budějovic směrem na Lišov a cesta z Jivna.

## Okolí
Severně od vrcholu (cca 200 m) je umístěna 59 m vysoká kovová příhradová telekomunikační věž se základnovou převodní stanicí (BTS) O2 a vysílačem Radia Blaník. Poblíž se nachází restaurace Florida a kemp. Na východním svahu je areál bývalé JČC Jivno.

## Výhled
Vlastní vrchol je zalesněný a tudíž bez výhledu, ale ze západního svahu je výhled na západ jižních Čech: Šumavu s Boubínem, Libín, Kleť, a Budějovickou pánev. Z východního svahu u Jivna jsou vidět Novohradské hory s Vysokou. Baba patří k místům Lišovského prahu (dále také Jelmo), z nichž jsou při mimořádně výborné dohlednosti prokazatelně vidět Alpy. Historik a publicista Ing. Jan Schinko zmiňuje událost z podzimu roku 1972, kdy jel linkový autobus z Lišova do Českých Budějovic a na Babě řidič zastavil, aby si cestující mohli prohlédnout zasněžené panorama Alp.